# Венанго Тауншип (округ Батлер, Пенсільванія)
Венанго Тауншип (англ. Venango Township) — селище (англ. township) в США, в окрузі Батлер штату Пенсільванія. Населення — 866 осіб (2020).

## Демографія
Згідно з переписом 2010 року, у селищі мешкало 868 осіб у 335 домогосподарствах у складі 251 родини. Було 374 помешкання
Расовий склад населення:
| - 98,7 % — білих - 0,2 % — корінних американців - 0,2 % — азіатів |

До двох чи більше рас належало 0,7 %. Частка іспаномовних становила 0,1 % від усіх жителів.
За віковим діапазоном населення розподілялося таким чином: 22,9 % — особи молодші 18 років, 62,7 % — особи у віці 18—64 років, 14,4 % — особи у віці 65 років та старші. Медіана віку мешканця становила 40,1 року. На 100 осіб жіночої статі у селищі припадало 109,2 чоловіків;  на 100 жінок у віці від 18 років та старших — 108,4 чоловіків також старших 18 років.
Середній дохід на одне домашнє господарство  становив 56 630 доларів США (медіана — 51 667), а середній дохід на одну сім'ю — 64 977 доларів (медіана — 59 286). Медіана доходів становила 45 938 доларів для чоловіків та 33 125 доларів для жінок. За межею бідності перебувало 6,3 % осіб, у тому числі 1,4 % дітей у віці до 18 років та 9,9 % осіб у віці 65 років та старших.
Цивільне працевлаштоване населення становило 394 особи. Основні галузі зайнятості: освіта, охорона здоров'я та соціальна допомога — 19,8 %, роздрібна торгівля — 14,7 %, науковці, спеціалісти, менеджери — 12,9 %, будівництво — 12,7 %.